# Selecció de bàsquet de les Filipines

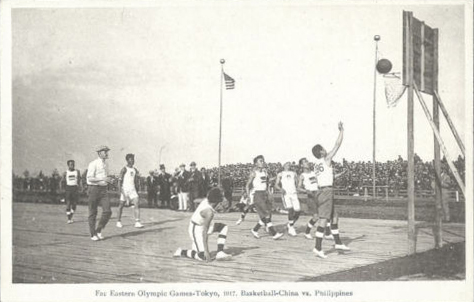
Filipines contra Xina als Jocs de l'Est Llunyà a Tòquio el 2017.

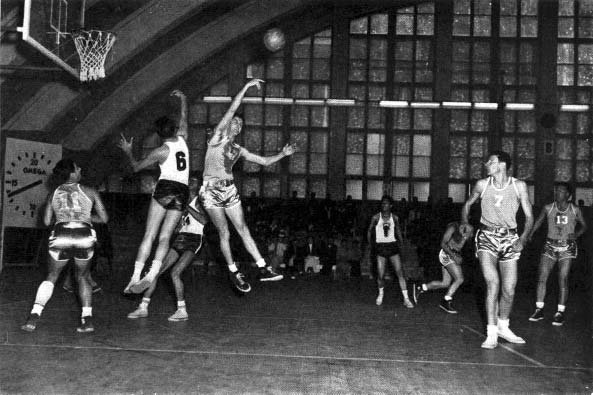
Filipines contra Argentina als Jocs Olímpics de 1952.

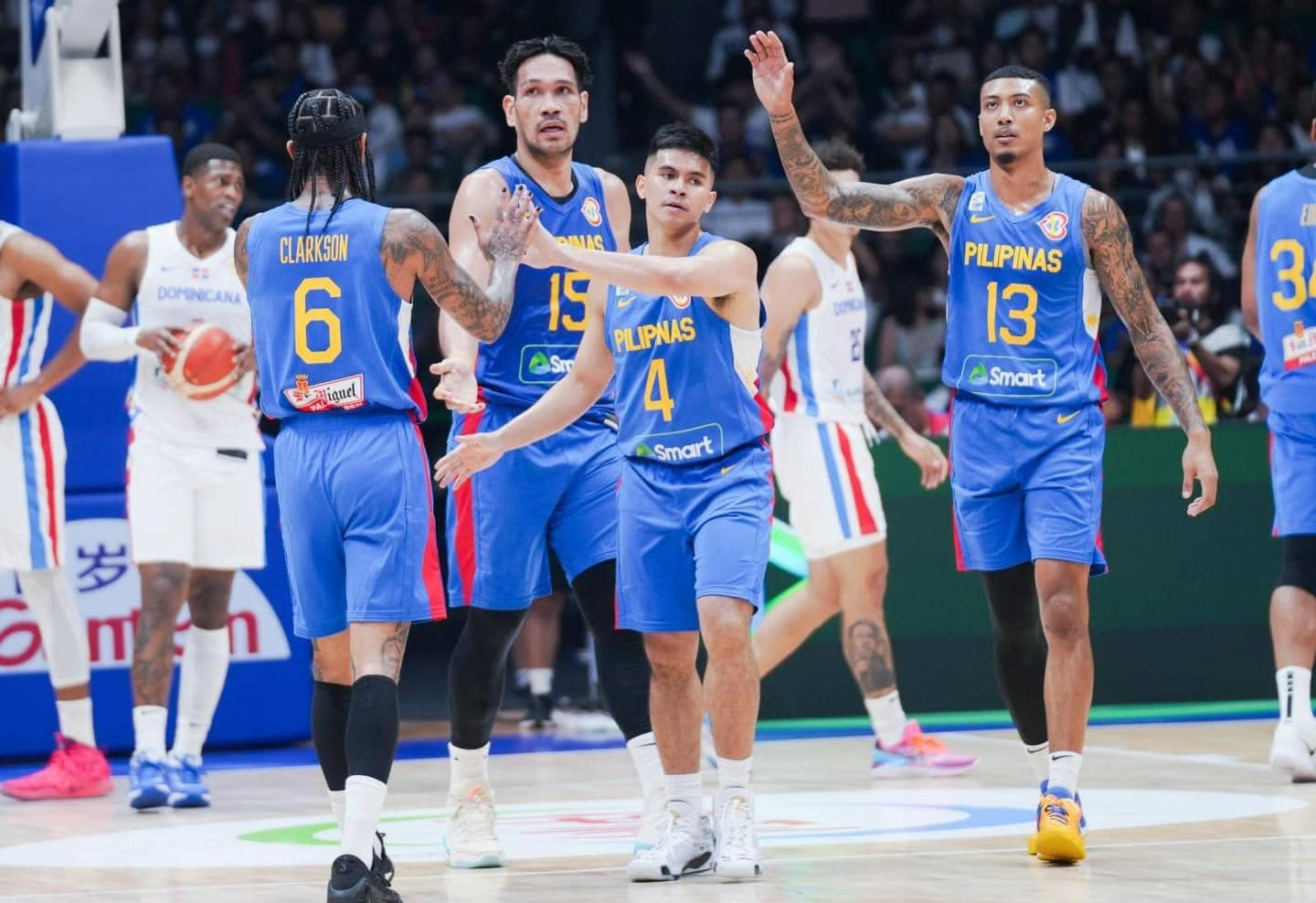
Filipines contra la República Dominicana al Mundial de 2023.

La Selecció de bàsquet de les Filipines, també coneguda com Gilas Pilipinas, és l'equip format per jugadors de nacionalitat filipina que representa a la Federació de Bàsquet de les Filipines en les competicions internacionals organitzades per la Federació Internacional de Bàsquet (FIBA) o el Comitè Olímpic Internacional (COI). Pertany a la zona FIBA Àsia.

## Classificacions

### Jocs Olímpics
- 1936 - 5
- 1948 - 12
- 1952 - 9
- 1956 - 7
- 1960 - 11
- 1968 - 13
- 1972 - 13

### Campionats mundials
- 1954 -  3
- 1959 - 8
- 1974 - 13
- 1978 - 8
- 2014 - 21
- 2019 - 32
- 2023 - 24

### Campionats asiàtics
- 1960 -  1
- 1963 -  1
- 1965 -  2
- 1967 -  1
- 1969 -  3
- 1971 -  2
- 1973 -  1
- 1975 - 5
- 1977 - 5
- 1979 - 4
- 1981 - 4
- 1983 - 9
- 1985 -  1
- 1987 - 4
- 1989 - 8
- 1991 - 7
- 1993 - 11
- 1995 - 12
- 1997 - 9
- 1999 - 11
- 2001 - suspesa
- 2003 - 15
- 2007 - 9
- 2009 - 8
- 2011 - 4
- 2013 -  2
- 2015 -  2
- 2017 - 7

### Jocs Asiàtics
- 1951 -  1
- 1954 -  1
- 1958 -  1
- 1962 -  1
- 1966 - 6
- 1970 - 5
- 1974 - 4
- 1978 - 5
- 1982 - 4
- 1986 -  3
- 1990 -  2
- 1994 - 4
- 1998 -  3
- 2002 - 4
- 2010 - 6
- 2014 - 7
- 2018 - 5
- 2022 -  1